# Хиперион (спътник)
Вижте пояснителната страница за други значения на Хиперион.
Хиперион е естествен спътник на Сатурн. Открит е през 1848 г. от Уилям Кранч Бонд, Джордж Филипс Бонд и Уилям Ласел. Отличителни характеристики са неправилната му форма, хаотичното въртене и необяснимата повърхност наподобяваща сюнгер.

## Име на спътника
Носи името на титана Хиперион от древногръцката митология. Като алтернатива се използва името Сатурн 7.
Откритието на спътника е предшествано от публикацията на Джон Хершел Резултати от астрономически наблюдения на Нос добра надежда (Results of Astronomical Observations made at the Cape of Good Hope ) през 1847 г. Братята Бонд наблюдават Хиперион два дни преди Уилям Ласел, но последния публикува наблюденията си пръв, и по този начин и тримата се считат за равноправни откриватели.

## Физически характеристики

### Форма
Хиперион е най-голямото тяло с подчертано несферична форма в Слънчевата система (Протей е по-голям, но е почти сферичен). Хиперион вероятно е фрагмент от по-голямо тяло, разрушило се след гигантски сблъсък с друго тяло в далечното минало. Първоначалният тяло на Хиперион може би е било с диаметър между 350 до 1000 km. Най-големият кратер на повърхността на спътника е с диаметър от 120 km и дълбочина 10 km.

### Състав
Ниската плътност на спътника сочи, че той е съставен предимно от лед с малки примеси от скали. За разлика от другите спътници на Сатурн обаче, неговото албедо е едва 0,2 – 0,3, издаващо наличието на тънък слой от тъмен материал покриващ повърхността. Вероятно е това да е материал от Феба. Повърхността на Хиперион е по-тъмна от тази на Феба и е много близка до тъмната страна на Япет.

### Геоложки образувания
Вояджър 2 преминава през сатурновата система, но успява да заснеме Хиперион само от разстояние. Апаратът забелязва отделни кратери и огромния хребет, но не успява да разгадае състава на повърхността. Първите снимки от орбиралния апарат Касини предполагат необикновена форма, но след целенасоченото преминаване на апарата покрай спътника на 25 декември 2005 г. странната повърхност се разкрива напълно.
Хиперионската повъхрност е покрита с дълбоки кратери с остри ръбове, които му придават формата на сюнгер. Тъмен материал покрива дъното на всеки кратер. Червеникавата субстанция съдържа дълги нишки от въглерод и водород и изгледжа много подобна на материал открит и на други сатурнови спътници, най-вече Япет.
Според последна информация от Касини събрана при прелитанията си от 2005 и 2006 г., се сочи че около 40% от спътника е празно пространство. Предположено е през 2007 г., че тази шупливост позволява на кратерите да останат почти непорменени през времето. Последните анализи показват също, че Хиперион е съставен най-вече от лед и малко скали. „Открихме, че ледът е основната съставка на повърхността, но това е лед от мръсна вода“ – казва изследовател на НАСА от изследователски център Еймс.

## Въртене
От наблюдения на апарата Вояджър 2, както и от наземни такива, е установено, че въртенето на Хиперион е хаотично – ориентацията на оста му на въртене се променя непредвидимо. Хиперион е единствения от спътниците в Слънчевата система, който към днешен ден се върти хаотично, но за някои други се счита, че в миналото са се въртяли по подобен непредвидим начин.
Хаотичното въртене е комбинация от няколко фактора: неправилната форма на спътника, големия ексцентрицитет на орбитата му и факта, че се намира в 3:4 орбитален резонанс с Титан. Предполага се, че поради хаотичното въртене на Хиперион не се наблюдават различия в отделните части на повърхността, както при други спътници на Сатурн, които имат ясно изразена водещо и обратно полукълбо.